# Arilds tid
Udtrykket arilds tid optræder oftest i sammensætninger som "fra arilds tid" og "siden arilds tid" i betydningen "siden de ældste tider" eller "fra meget gammel tid".
Udtrykket henviser ikke til personnavnet Arild. Det stammer vist fra det olddanske areld, der er sammensat af de oldnordiske ord ár (begyndelse, fordum, tidlig) og alda (en form af ordet old).

## Ekstern kilde
- Ordbog over det danske sprog